# The Silver Sword
The Silver Sword  (La Espada Plateada) es una novela de Ian Serraillier, un clásico infantil publicado por primera vez en el Reino Unido en 1956 por Jonathan Cape. También se publicó en los Estados Unidos bajo el título Escape From Warsaw (Escape de Varsovia). La historia está basada en hechos reales pero los nombres de algunos de los lugares mencionados han sido cambiados. El relato de la marcha del Ejército Rojo se deriva de los relatos de testigos presenciales en "East Wind over Prague" de Jan Stransky. The Silver Sword ha sido adaptada para televisión y radio.

## Resumen de la trama
A principios de 1940, unos meses después del inicio de la Segunda Guerra Mundial, el director de una escuela primaria polaca en Varsovia, llamado Joseph Balicki, es tomado prisionero por tropas de asalto nazis y es llevado a un campo de prisioneros. Poco tiempo después la escuela primaria fue también tomada por los nazis, obligando que las clases fueran impartidas en alemán. Joseph tomó una de las fotografías de Adolfo Hitler que se habían colocado por toda la escuela y la giró contra la pared. Alguien reportó lo sucecido a los nazis y como resultado de su acción Joseph fue capturado en su casa y llevado a un campo de prisioneros durante una noche de invierno. Su esposa Margrit, de nacionalidad suiza, y sus tres hijos (Ruth de casi 14 años, Edek de 11 y Bronia de 3) fueron dejados a su suerte. Joshep pasó más de un año en prisión antes de que pudiera escapar (noqueando a un guardia y tomando su uniforme), emprendiendo el viaje de regreso a su ciudad natal de Varsovia.
Después de huir de la prisión, Joseph llega a una casa en un pueblo cercano y se refugia con una pareja de ancianos que vive allí. Al principio los ancianos están confundidos por la apariencia y el acento polaco de Joseph pues todavía está usando el uniforme nazi, pero lo aceptan como amigo después de que este les cuenta lo que le ha sucedido y les muestra el número de prisionero  ZAK 2473 marcado en su brazo como prueba. Poco después de su llegada escuchan la alarma de fuga del campo de prisioneros sonando en la distancia, Joseph se da cuenta de que su fuga debe haber sido detectada. Los soldados alemanes llegan a la casa al día siguiente buscando al fugitivo, pero Joseph se esconde dentro de una chimenea para evitar ser capturado. Dos soldados entran en la casa y disparan hacia arriba por la chimenea para verificar si hay alguien allí, los soldados abandonan la casa deprisa (temerosos de ensuciar sus uniformes) después de desprender un montón de hollín de la chimenea. Joseph permanece dos semanas en la casa antes de emprender el viaje de regreso a Varsovia. Al iniciar el viaje el anciano lo acompaña en la primera parte del viaje, después Joseph continúa solo.
Cuando Joseph finalmente llega a Varsovia, apenas reconoce la ciudad por los daños causados por los bombardeos. Finalmente encuentra las ruinas de su casa y descubre a un niño sentado entre las ruinas con un gato. El niño  sostiene un cortapapeles, la Espada de Plata que una vez él le dio a Margrit como regalo. Joseph permite que el niño (que se ha presentado como Jan, un carterista) se lo quede con la condición de que le devuelve el emparedado que él le había robado a Joseph. Joseph le dice a Jan que él está planeando localizar a su esposa, quien habría intentado ir a Suiza, ya que ella tiene familia allí, y le pide a Jan que le diga a sus hijos, en caso de que los vea, a dónde ha ido. Jan ayuda a Joseph a escapar en un tren con mercancías que se dirige a Alemania.
Poco después de que Joseph fuera llevado al campo de prisioneros, los soldados de asalto nazis entraron en su casa y raptaron a su esposa. Uno de sus hijos, Edek, disparó contra la camioneta en un intento para por evitar que se alejaran a pesar de las advertencias de Ruth. Ruth se da cuenta de que tienen que escapar y junto con los otros niños treparon por los tejados de las casas adyacentes desde donde vieron a la distancia como su casa era destruida.
Los tres niños pasaron el invierno viviendo en el sótano de una casa bombardeada al otro lado de Varsovia, y el verano en los bosques a las afueras de la ciudad. Edek se unió a una banda de traficantes y con regularidad robaba comida y ropa para sus hermanas y los demás niños que vivían con ellos, hasta que una noche no regresó. Ruth finalmente descubrió que Edek había ido a una casa que estaba siendo saqueada por los nazis y fue aprendido por ellos. Los nazis también capturaron al dueño de la casa y prendieron fuego a la casa antes de irse con los prisioneros.
En 1944, Varsovia fue liberada por los rusos, pero aún no había noticias del paradero de Edek ni de los padres de los niños. Ruth y Bronia todavía vivían en la ciudad en un nuevo refugio. Un día Bronia encontró a un niño mayor tendido boca abajo en la calle y con una caja de madera en su poder. El niño se presentó como Jan.
Ruth se hizo amiga de un centinela ruso llamado Iván, quien estaba estacionado en un puesto de control cercano y había sido asignado como enlace con la población civil. Él le dio varios suministros y se convirtió en un buen amigo. Iván logró descubrir que Edek estaba en Poznań, a donde había llegado después de escapar del campamento alemán de trabajos forzados donde había estado detenido. Ruth, Bronia y Jan se dirigieron a Poznań y finalmente encontraron a Edek en una estación de alimentación para refugiados; Edek sufría de tuberculosis.
Una vez que Ruth, Bronia y Edek se reunieron, ellos (en compañía de Jan) viajaron en tren a Berlín con la intención de encontrar a sus padres. Llegaron a la ciudad en mayo de 1945, poco después del final de la Segunda Guerra Mundial en Europa y el suicidio de Adolf Hitler. Llegaron a un campo de refugiados, pero Jan pronto desapareció en busca de un chimpancé que se había logrado escapar del zoológico. Jan y el chimpancé se hicieron buenos amigos. También se hizo amigo de un oficial del ejército británico llamado Mark, quien le escribió una carta a su tía sobre el chimpancé y sus payasadas. Jan finalmente regresó con los demás y, junto con Ruth, obtuvo un trabajo temporal.
Mientras los niños atravesaban Alemania, Edek, cuya salud empeoraba constantemente a causa de la tuberculosis, fue arrestado mientras seguía a Jan, quien había estado robando comida de varios trenes estadounidenses que llevaban suministros a las tropas. Ambos muchachos fueron procesados por el tribunal militar, pero Edek fue absuelto de cualquier delito, mientras Jan dirigió una defensa enérgica en la que señaló que ciertas tropas estadounidenses eran igualmente culpables de robar a los alemanes conquistados. A pesar de su defensa, Jan fue sentenciado a una semana de detención. Tras su liberación, los niños continuaron hacia el sur y fueron acogidos por un granjero bávaro llamado Kurt. Todos los niños fueron puestos a trabajar en la granja, excepto Edek, quien ayudó a la esposa del granjero con tareas ligeras.
Un burgomaestre estrelló su coche fuera de la granja mientras hacía sus rondas. Edek se ofreció como voluntario para ayudarlo a reparar el daño, ocultando su origien al hombre hablando alemán, pero Bronia, sin saberlo, hizo una pregunta en polaco dando a conocer la identidad de los niños. Más tarde, el burgomaestre le dijo a Kurt sobre un edicto reciente en el que todos los extranjeros y refugiados debían ser devueltos a su país de origen, por lo que los niños debían ser devueltos a Polonia.
Para evitar enviar a los niños de regreso, Kurt los ayudó a escapar en canoas, y Jan escondió al perro mascota de Kurt en su canoa. Los niños, con la intención de llegar al Río Danubio, remaron a lo largo del río Falkenberg y superaron una serie de peligros, incluido un encuentro con un soldado que disparó contra Ruth y Bronia.
Después de su viaje en canoa, Jan notó que la Espada de Plata había desaparecido y pensó que se había quedado en la  casa de Kurt, esta noticia hizo que la condición de Edek empeorara. Jan y el perro desaparecieron y los niños salieron en su búsqueda, en su viaje se encontraron con un soldado estadounidense llamado Joe Wolski quien conducía un camión. El conductor recogío a los niños para ayudarlos en su búsqueda, y se puso a bromear diciendo que una hiena y un oso estaban en la parte trasera de su camión, pero cuando abrió la parte trasera, Jan y el perro, Ludwig, estaban dentro.
Luego, los niños se reunieron con un superintendente, quien les dijo que tenía un mensaje de su padre. El superintendente había recibido una carta de Kurt, quien también había enviado la Espada Plateada con la carta, sabiendo que los niños tenían que pasar por él para llegar a Suiza.
La aventura final, cruzar el Lago de Constanza, resultó ser la más peligrosa cuando una terrible tormenta azotó y volcó su barco. Edek casi se ahoga porque estaba demasiado débil para nadar, pero Jan pudo salvar a los niños Balicki. Finalmente, los niños se reunieron con sus padres y Jan fue presentado de nuevo al padre. La información de Jan fue enviado a las autoridades, pero sus padres nunca fueron localizados así que  los Balickis presentaron una solicitud para adoptarlo.
En 1946, los Balickis fueron puestos a cargo de una casa polaca en una Aldea Infantil Internacional, en Suiza. Bronia desarrolló talento para el arte y realizó numerosos dibujos de escenas de guerra; Edek pasó dos años recuperándose de su tuberculosis y luego se convirtió en ingeniero; Jan consiguió un nuevo gato, abandonó sus costumbres de ladrón y fue llamado regularmente para cuidar animales enfermos; y Ruth se convirtió en maestra. Después de casarse con un francés y formar una familia propia, Ruth fue puesta a cargo de una escuela francesa en el pueblo a principios de la década de 1950.

## Adaptaciones
La BBC produjo una serie de televisión infantil de ocho capítulos en 1957, en los Lime Grove Studios en Londres, y a principios de la década de 1970 se produjo una nueva versión para televisión de la BBC. En 2011, un año antes del centenario del nacimiento del autor, se produjo una adaptación de radio para BBC Radio 4 Extra.

## Legado
John Boyne, autor de El Niño con el pijama de Rayas (2006), ha reconocido que tiene una deuda con la novela de Serraillier: "el libro se destaca para mí como un gran clásico infantil -fue mi primera introducción a la Segunda Guerra Mundial en la ficción, a los horrores de la era Nazi, y al miedo que la captura podría infundir en las mentes de sus jóvenes héroes Ruth, Edek y Bronia ".